# Piotr Romero Espejo
Piotr Romero Espejo CSsR, (es.) Pedro Romero Espejo (ur. 28 kwietnia 1871 w Pancorbo w prowincji Burgos w Hiszpanii zm. 4 lipca 1938 w Cuenca) – hiszpański błogosławiony Kościoła katolickiego, męczennik, ofiara prześladowań antykatolickich, prezbiter.

## Życiorys
Śluby zakonne złożył 24 września 1890 jako redemptorysta. W dniu 29 lutego 1896 roku został wyświęcony na kapłana. Powołanie realizował biorąc udział w ewangelizacji przez misje ludowe.
W 1936 roku wybuchła wojna domowa, wówczas na polecenie przełożonego schronił się w klasztorze Sióstr od Ubogich. W maju 1938 roku został aresztowany. W więzieniu zachorował na czerwonkę i zmarł 4 lipca 1938 roku mając 67 lat w wyniku doznanych cierpień podczas prześladowania. Chociaż jego śmierć nie była gwałtowną, ponieważ nigdy nie wyrzekł się wiary, przynależności do zakonu i kapłaństwa został uznany przez Kościół katolicki za męczennika. Jego beatyfikacja odbyła się 13 października 2013 roku w Tarragonie w grupie 522 męczenników wojny domowej w Hiszpanii, uroczystościom przewodniczył delegat papieża Franciszka ks. kardynał Angelo Amato, prefekt Kongregacja Spraw Kanonizacyjnych.
Dzienna rocznica śmierci jest dniem, kiedy wspominany jest w Kościele katolickim.